# مشاع عباس امیری
مشاع عباس امیری روستایی در دهستان اسماعیلی بخش اسماعیلی شهرستان جیرفت استان کرمان ایران است.

## جمعیت
بر پایه سرشماری عمومی نفوس و مسکن در سال ۱۳۹۵ جمعیت این مکان ۸۴ نفر (۳۴خانوار) بوده‌است.